# Dolmen de la Grotte
Der Dolmen de la Grotte (deutsch „Dolmen der Höhle“ – auch Cournols allée couverte oder La Grotta genannt) liegt südlich von Cournols im Département Puy-de-Dôme in der französischen Region Auvergne-Rhône-Alpes und ist eine Allée couverte, in einem Feld auf einem Plateau etwa 800 m über dem Meeresspiegel über der Schlucht des Flusses Monne. Dolmen ist in Frankreich der Oberbegriff für neolithische Megalithanlagen aller Art (siehe: Französische Nomenklatur).
Die Überreste der merkwürdigen Megalithanlage aus Granitsteinen wurden 1841 ausgegraben. Die Funde befinden sich im Museum von Clermont-Ferrand.
Die Allée couverte sieht nicht wie üblich aus. Es ist eine Art Doppeldolmen, mit zwei Kammern, die rechteckig und etwa 3,5 × 2,0 Meter groß sind. Der axiale Zugang liegt im Osten und mündete mittig in die vordere Kammer.
Der Endstein auf der Westseite und Stücke oder ganze Tragsteine sind auf der Südseite und Nordseite noch in situ. Ein zerbrochener Deckstein liegt auf. 1835 waren es noch drei Decksteine (einer auf dem Gang) später dann zwei. Es findet sich Schotter des ehemaligen Hügels rund herum.
In der Nähe liegen zwischen 20 und 30 Menhire und Dolmen darunter der Dolmen de la Pineyre, der Dolmen von Saint-Nectaire-le-Bas und L’Usteau du Loup (Haus des Wolfs) von St-Gervazy.

Dolmen de la Grotta
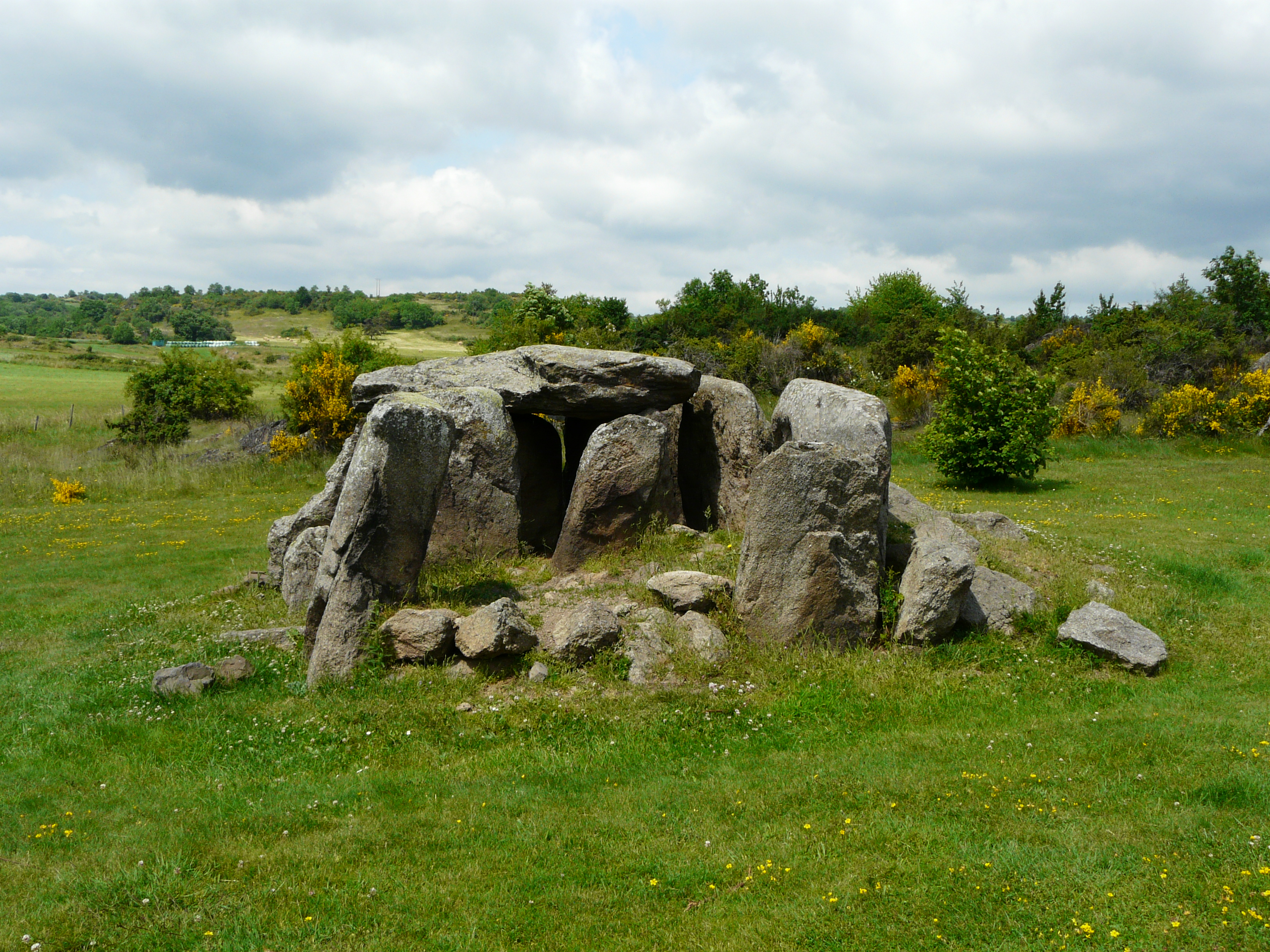
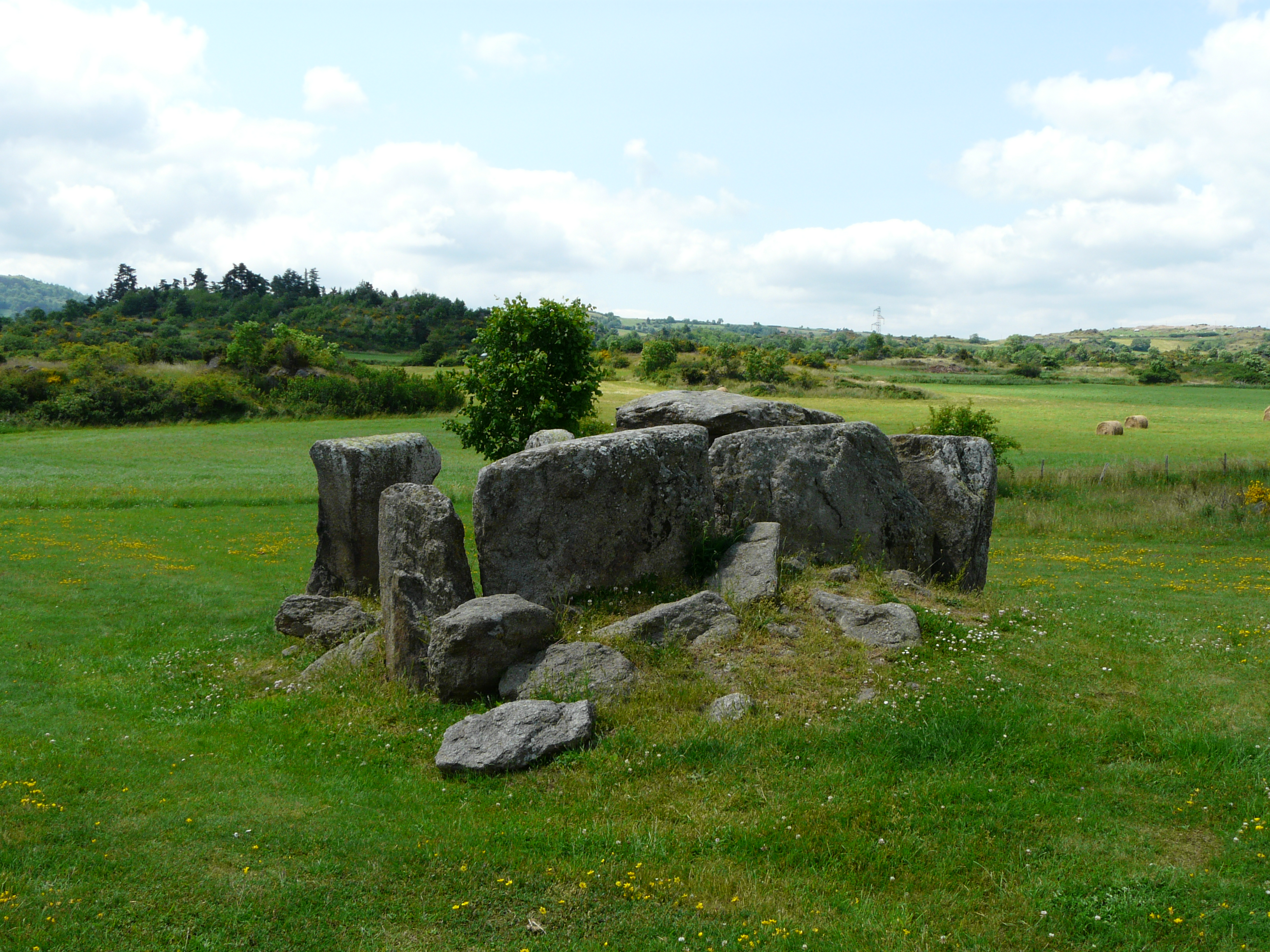
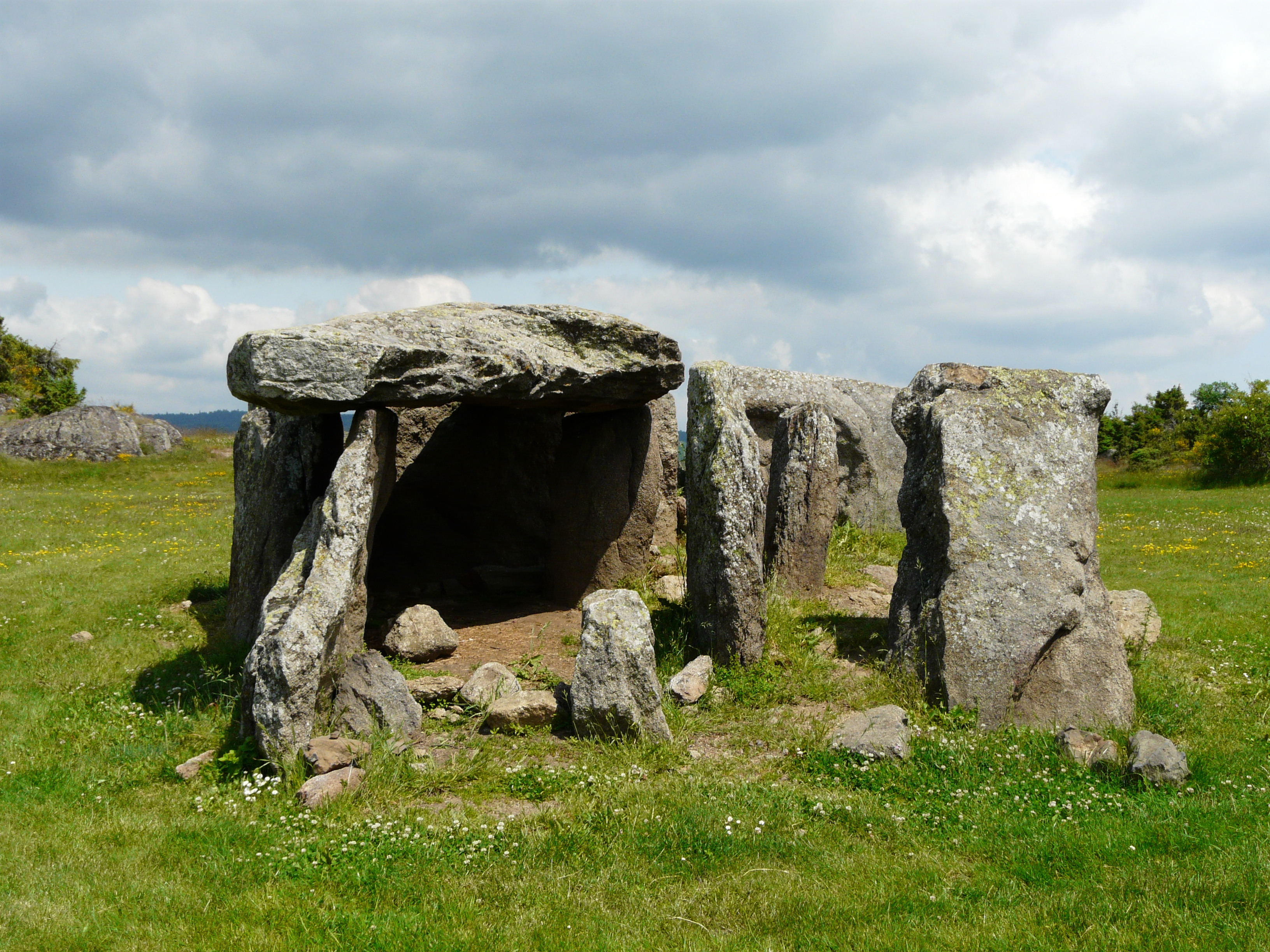
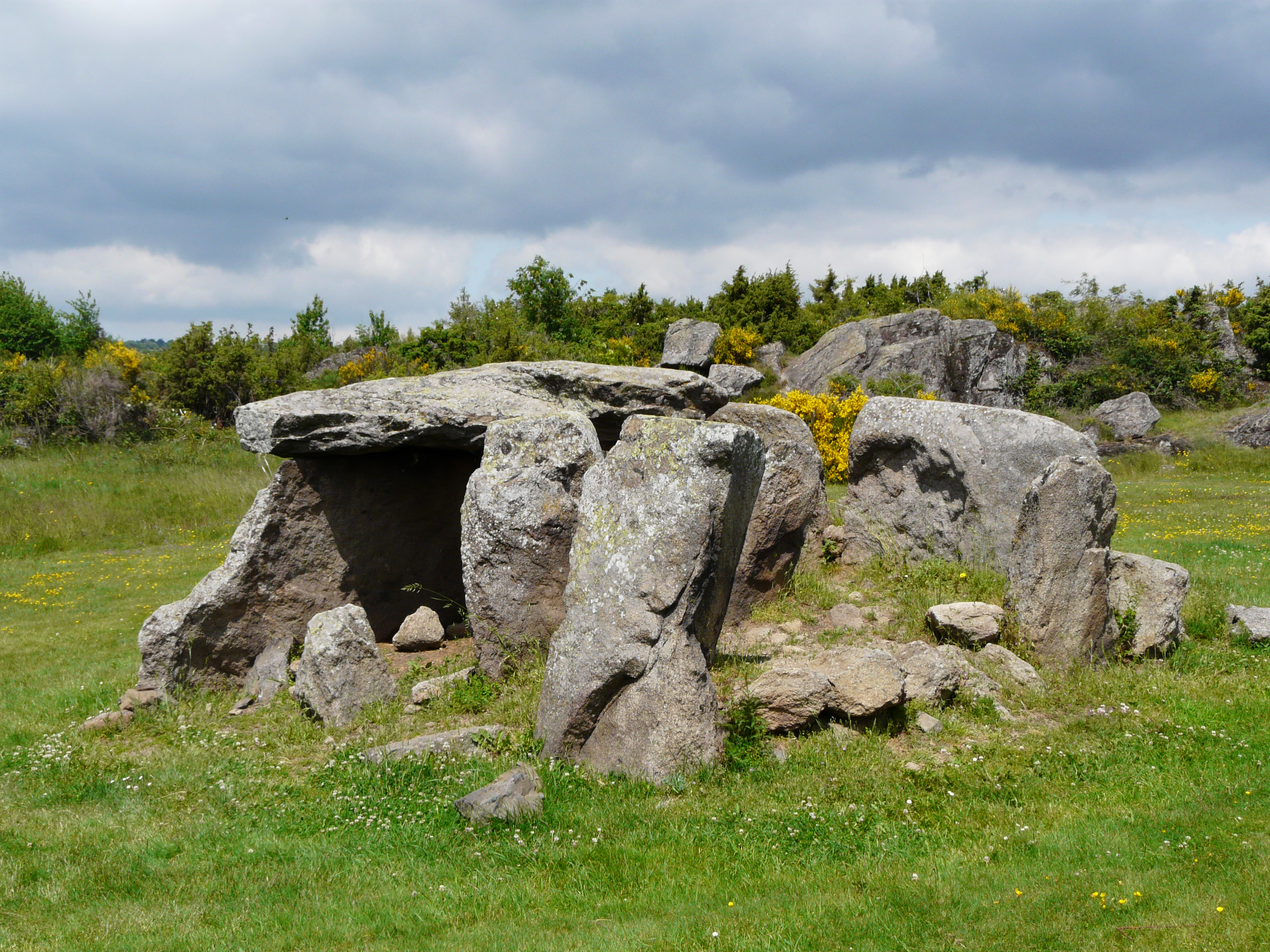